# فونتانيتو بو
فونتانيتو بو هي بلدية في مقاطعة فرشيلي التابعة لإقليم بييمونتي الإيطالي، وتقع على بعد حوالي 40 كيلومتر (25 ميل) إلى الشمال الشرقي من مدينة تورينو وحوالي 20 كيلومتر (12 ميل) إلى الجنوب الغربي من فيرتشيلي.
تقع فونتانيتو بو على حدود البلديات التالية: كريسنتينو، غابيانو، ليفورنو فيراري، مونتشستينو، بالازولو فيرسيلسي، ترينو.

## السكان
في سنة 1861 بلغ عدد السكان 2٬508 نسمة، وتطور العدد ليصل في سنة 2011 لـ 1٬203 نسمة.
يظهر هذا المخطط البياني تطور النمو السكاني لـ فونتانيتو بو